# Szabadszentkirály
Szabadszentkirály è un comune dell'Ungheria di 784 abitanti (dati 2001) situato nella contea di Baranya, regione Transdanubio Meridionale